# Allium aeginiense
Allium aeginiense är en amaryllisväxtart som beskrevs av Brullo, Giusso och Terrasi. Allium aeginiense ingår i släktet lökar, och familjen amaryllisväxter.
Artens utbredningsområde är Grekland. Inga underarter finns listade i Catalogue of Life.